# 코린도 그룹
코린도 그룹(Korindo Group)은 인도네시아에서 활동하는 대한민국계 기업이다. 동화기업 창업주 승상배의 장남인 승은호가 창립하였다. 